# Harbach (Urfahr)

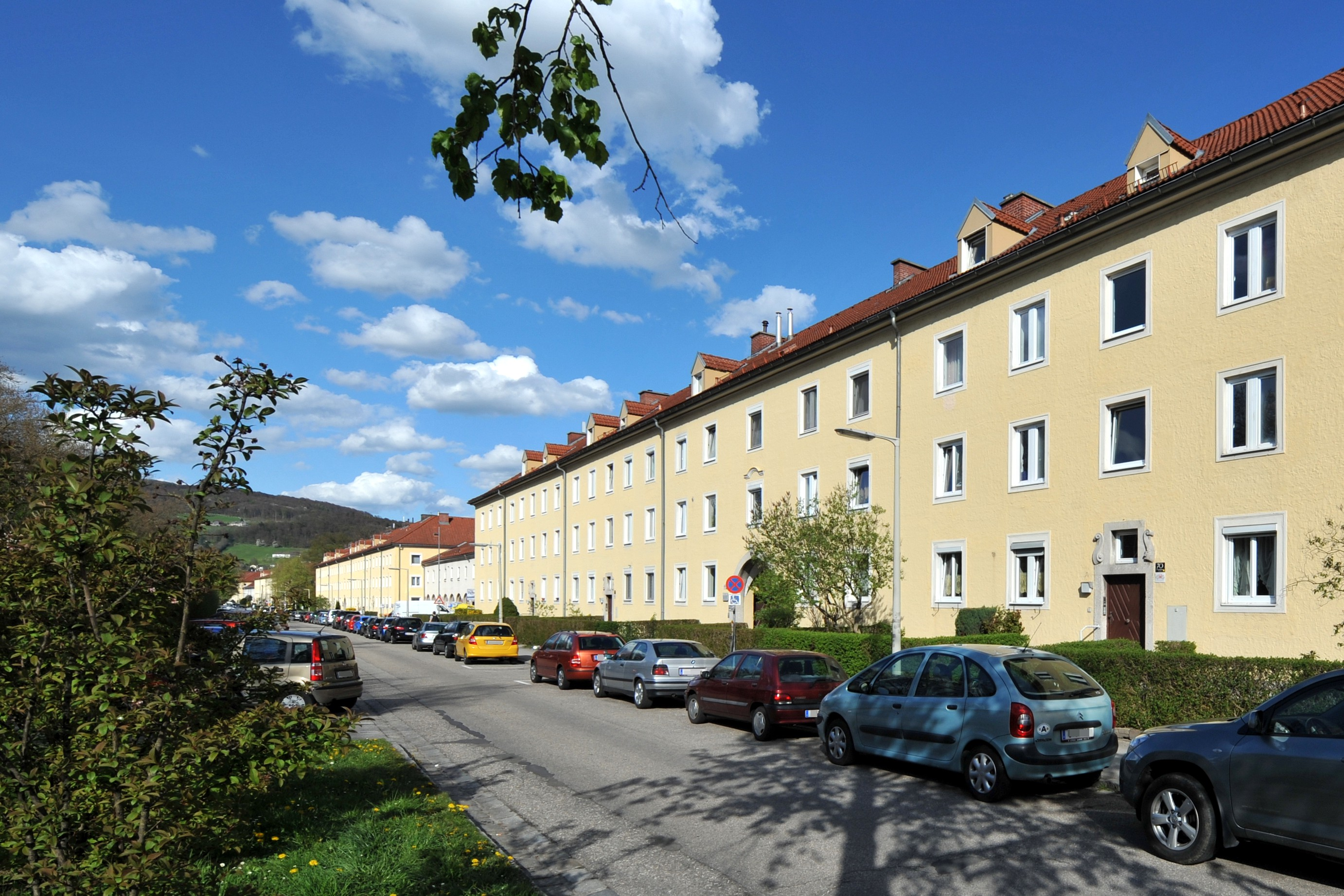
Harbachsiedlung

Harbach ist ein Ortsteil von Linz.

## Geschichte
Der Weiler Harbach gehörte zur Pfarre Urfahr und bildete einen Teil der Gemeinde bzw. Stadtgemeinde Urfahr, die 1919 nach Linz eingemeindet wurde. 1940 bis 1942 wurde die 840 Wohnungen umfassende Harbachsiedlung („Führersiedlung“) errichtet, die teilweise unter Denkmalschutz steht. Von 1957 bis 2013 war die Harbachsiedlung namensgebend für einen der Linzer Statistischen Bezirke, auf dem Gebiet dieses ehemaligen Statistischen Bezirks lebten 2016 knapp 4000 Personen.

## Gewässer
Durch die Siedlung verläuft der Schießstättenbach, der beim Donnererweg entspringt. Von dort fließt er durch den Heilhamer Park, der Harbach von der Hartmayrsiedlung trennt, und mündet dann von links in den Diesenleitenbach, der in die nahe Donau entwässert.

## Verkehr
Die Siedlung ist für den Fernverkehr über die Mühlkreis Autobahn (A7) erschlossen. Die wichtigste Verkehrsader im Nahbereich ist die Leonfeldener Straße. Sie verbindet den Ortsteil mit Linz und Bad Leonfelden. Sie endet beim Grenzübergang nach Tschechien.
Mit der Straßenbahn der Linz AG ist die Siedlung über die Linien 1 und 2 erschlossen sowie über mehrere Buslinien.